# Sumba-Grüntaube
Die Sumba-Grüntaube (Treron teysmannii), auch Teysmanntaube genannt, ist eine Art der Taubenvögel. Sie ist eine endemische Inselart der Kleinen Sundainseln.
Wie viele Arten, die in ihrer Verbreitung auf wenige Inseln beschränkt sind, ist auch die Sumba-Grüntaube in ihrem Bestand potentiell gefährdet. Die Bestandssituation der Dickschnabel-Grüntaube wird entsprechend von der IUCN mit near threatened angegeben.

## Erscheinungsbild
Die Sumba-Grüntaube erreicht eine Körperlänge von 29 Zentimeter. Sie ist eine mittelgroße, kompakt gebaute Taube, die etwas größer ist als eine Lachtaube. Auf den Schwanz entfallen zwischen 7,9 und 9,4 Zentimeter. Der Schnabel ist zwischen 1,6 und 1,7 Zentimeter lang. Der Geschlechtsdimorphismus ist geringer ausgeprägt als bei vielen anderen Arten aus der Gattung der Grüntauben.
Beim Männchen sind der Vorderkopf und die Zügel limonengrün und gehen auf dem Scheitel und im Nacken in ein dunkleres Grauoliv über. Der obere Mantel ist dunkel olivgrün, der übrige Mantel ist matt dunkel rotbraun. Die kleinen Flügeldecken sind leuchtend olivgrün, die mittleren Flügeldecken matt olivfarben und die Federn sind an den Außenfahnen breit schwefelgelb gesäumt. Die großen Flügeldecken sind schwarz mit schmalen gelben Säumen. Die Armschwingen sind schwarz mit feinen blassgelben Säumen, die Handschwingen sind schwarz mit feinen weißen Säumen. Der Rücken bis zu den Oberschwanzdecken ist leuchtend goldgrün, die mittleren Schwanzfedern sind dunkel olivgrün, die äußeren Federn sind grau mit einem schwarzen mittleren Querband.
Das Kinn und die Kehle sind leuchtend grüngelb, der Ton des Gefieders geht auf den Ohrdecken, Hals und Brust in ein dunkleres Olivgrün über. Der Bauch ist heller und gelblicher als die Brust. Die Unterschwanzdecken sind cremeweiß mit einem individuell unterschiedlichen Anteil an dunkelgrün. Der unbefiederte Augenring ist vergleichsweise groß und von grünlich gelber Farbe. Der Schnabel wirkt sehr kurz, weil die Wachshaut dicht befiedert ist. ist grünlich grau und hellt zur Schnabelspitze in einen gelblichen bis weißgrünlichen Ton auf. Die Füße und Beine sind mattrot.
Die Weibchen entsprechen in ihrem Körpergefieder weitgehend den Männchen, der Mantel weist jedoch kein Rotton auf. Die gelben Federsäume der Flügeldecken sind blasser, die der mittleren Flügeldecken sogar fast weiß. Die Jungvögel ähneln dem Weibchen, die Federsäume sind aber noch mal blasser.

## Verwechselungsmöglichkeiten
Im Verbreitungsgebiet der Sumba-Grüntaube auch die Schwarznacken-Fruchttaube vor, die zu den Flaumfußtauben gehört. Auf Sumba ist sie die einzige andere Taubenart, die gleichfalls ein grünes Körpergefieder hat. Sie ist deutlich kleiner als die Sumba-Grüntaube und bei beiden Geschlechtern fehlt das schwarze Querband. Das Männchen hat einen grauen Kopf und einen schwarzen Nacken.

## Verbreitungsgebiet
Die Sumba-Grüntaube ist ein Inselendemit der Kleinen Sundainseln, einer Inselgruppe im Malaiischen Archipel. Die Sumba-Grüntaube kommt ausschließlich auf Sumba vor, einer 11.150 km² großen Insel, die zu der indonesischen Provinz Ost-Nusa Tenggara gehört. Die Insel wird in West-Ost-Richtung durch eine etwa 150 km lange und bis zu 40 km breite Region mit Bergen durchzogen, die das Klima in zwei Gebiete unterteilt. In der Südwesthälfte fällt mit bis zu 1600 mm pro Jahr mehr Regen, als im trockeneren Nordosten, wo zum Teil unter 600 mm Niederschläge pro Jahr gemessen werden. Die Sumba-Grüntaube kommt auf der gesamten Insel in den Regionen vor, auf denen sich noch ausreichend Waldvorkommen finden. Sumba wird seit Jahrzehnten jedoch abgeholzt und dies führt auch zu der Bedrohung dieser Art.

## Lebensweise
Die Sumba-Grüntaube ist überwiegend paarweise oder in kleinen Trupps mit bis zu Individuen zu beobachten. Das Nahrungsspektrum umfasst Früchte und Beeren, die beide direkt von den Ästen gepickt werden. Während des Fressens verhält sich die Taube vergleichsweise aggressiv und verjagt andere Tauben aus dem Baum. Auch Sundastare (Aplonis minor) werden von der Sumba-Taube vertrieben. Über die Fortpflanzungsbiologie dieser Art ist kaum etwas bekannt.